# Paul Philippe Cret

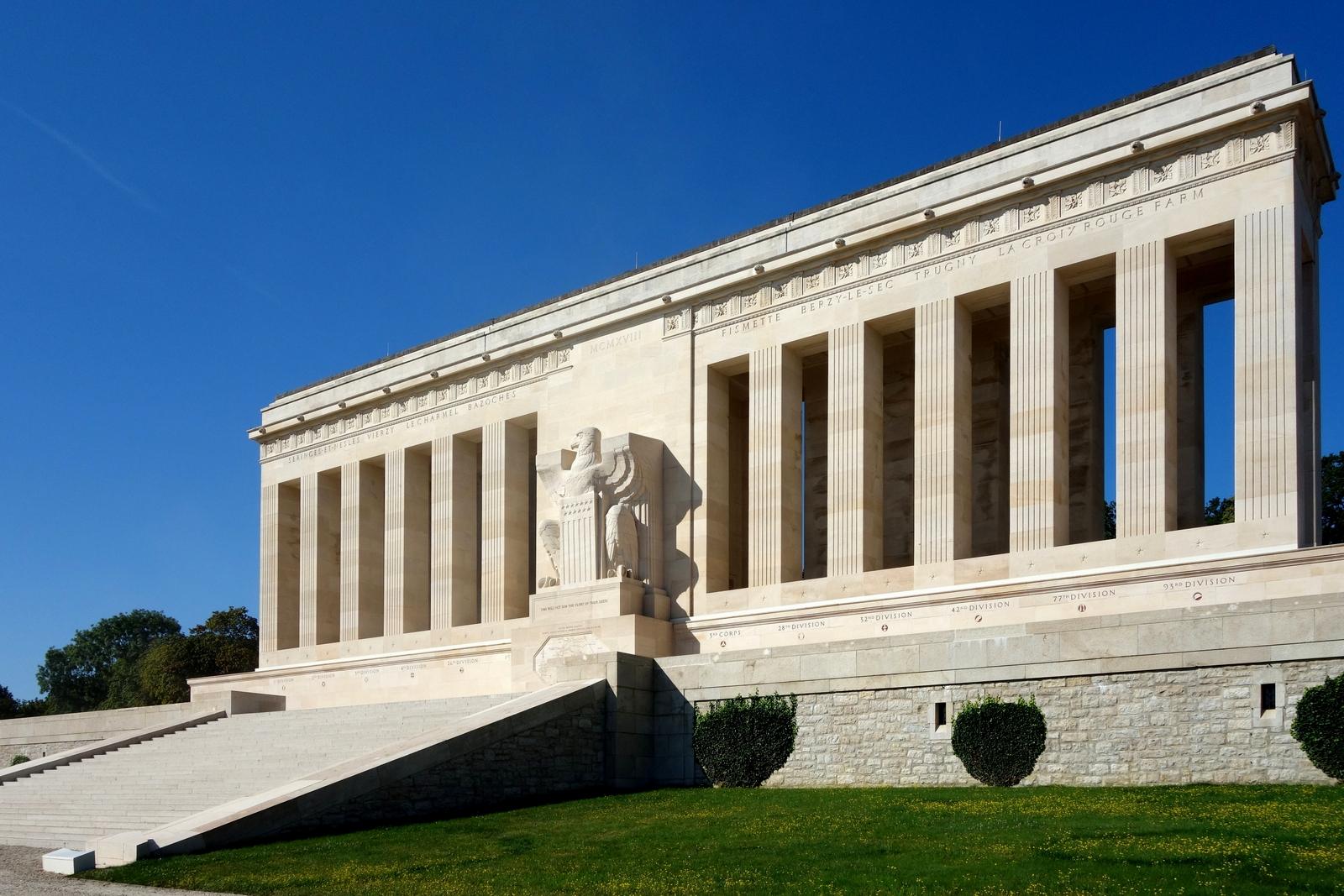
Monument américain de Château-Thierry

Paul Philippe Cret (né le 23 octobre 1876 à Lyon et mort le 8 septembre 1945 à Philadelphie) est un architecte et designer franco-américain.

## Biographie
Élève à l'École d'architecture de Lyon, il entre à l'École nationale supérieure des beaux-arts au sein de l'atelier de Jean-Louis Pascal. Aussitôt diplômé, il émigre aux États-Unis en 1903. Il devient professeur de dessin architectural à l'université de Pennsylvanie à Philadelphie. Il conserve ce poste pendant 34 ans : il a pour élève notamment Louis Kahn. Il fonde en parallèle son cabinet en 1907. Il obtient son premier projet public à Washington pour la construction du siège de l'Organisation des États américains, début d'une longue suite de bâtiments publics.
De passage en France au moment de la déclaration de guerre en 1914, il est mobilisé au sein de l'armée française. Il est nommé architecte conseil de l'American Battle Monuments Commission créée en 1923 pour ériger onze monuments en Europe en mémoire des combats de la Première Guerre mondiale. Il construit lui-même celui de Château-Thierry ainsi qu'un autre monument commandé par l'État de Pennsylvanie, à Varennes-en-Argonne, dans la Meuse.
Il exerce par ailleurs dans le domaine du design en aménageant plusieurs intérieurs de trains pour différentes compagnies ferroviaires. Il a présidé le Philadelphia Art Jury, qui préside aux aménagements esthétiques de la ville. Il marque la ville par plusieurs de ses réalisations : la Benjamin Franklin Parkway ou le pont Benjamin-Franklin.
Il obtient la citoyenneté américaine en 1927. À sa mort, ses associés perpétuent l'activité du cabinet d'architecte sous le nom H2L2 (Harbeson, Hough, Livingston & Larson) qui existe toujours actuellement. Il est enterré dans le cimetière de Woodlands à Philadelphie.

## Principales réalisations

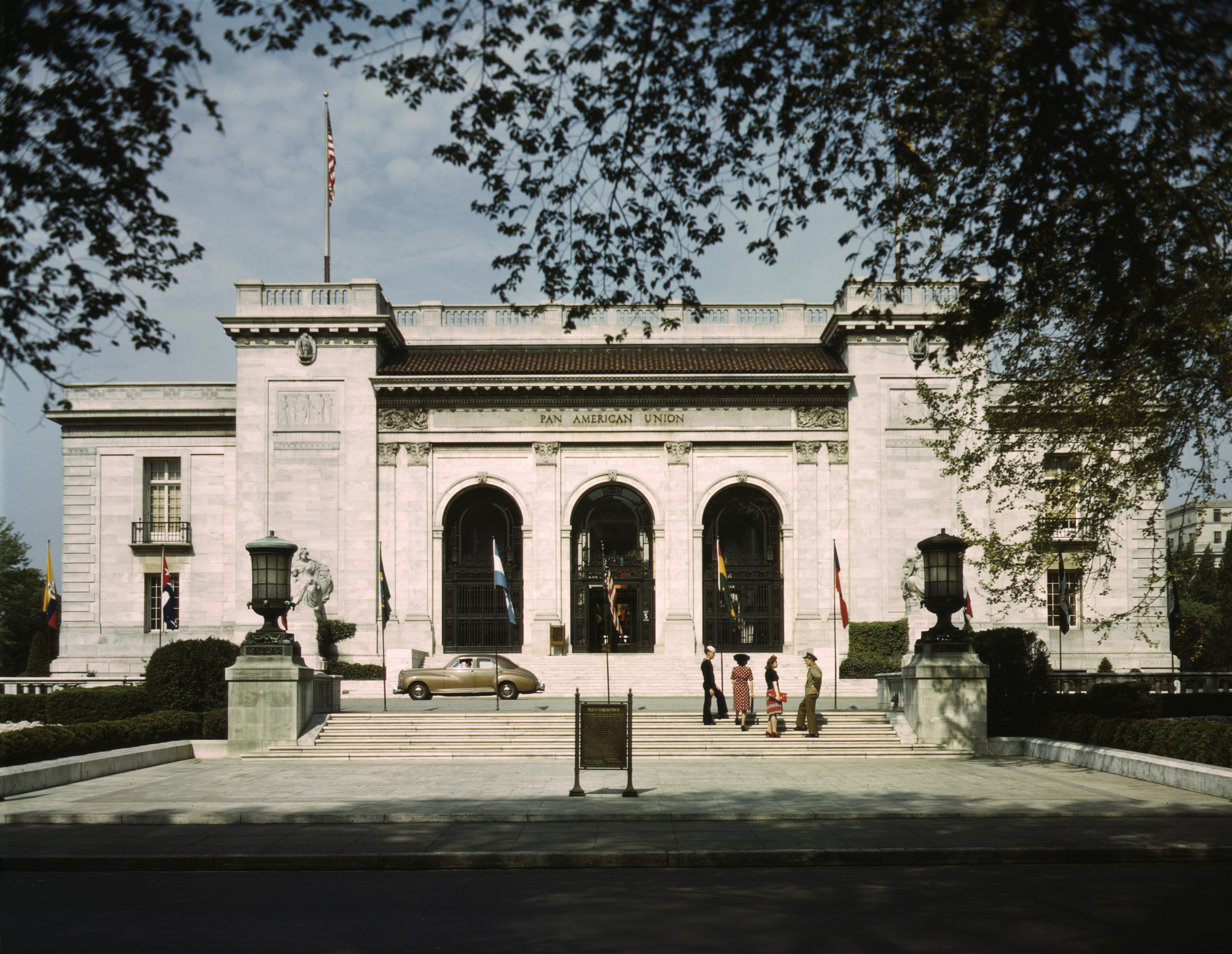
Pan American Union Headquarters (Organisations des États d'Amérique), Washington DC

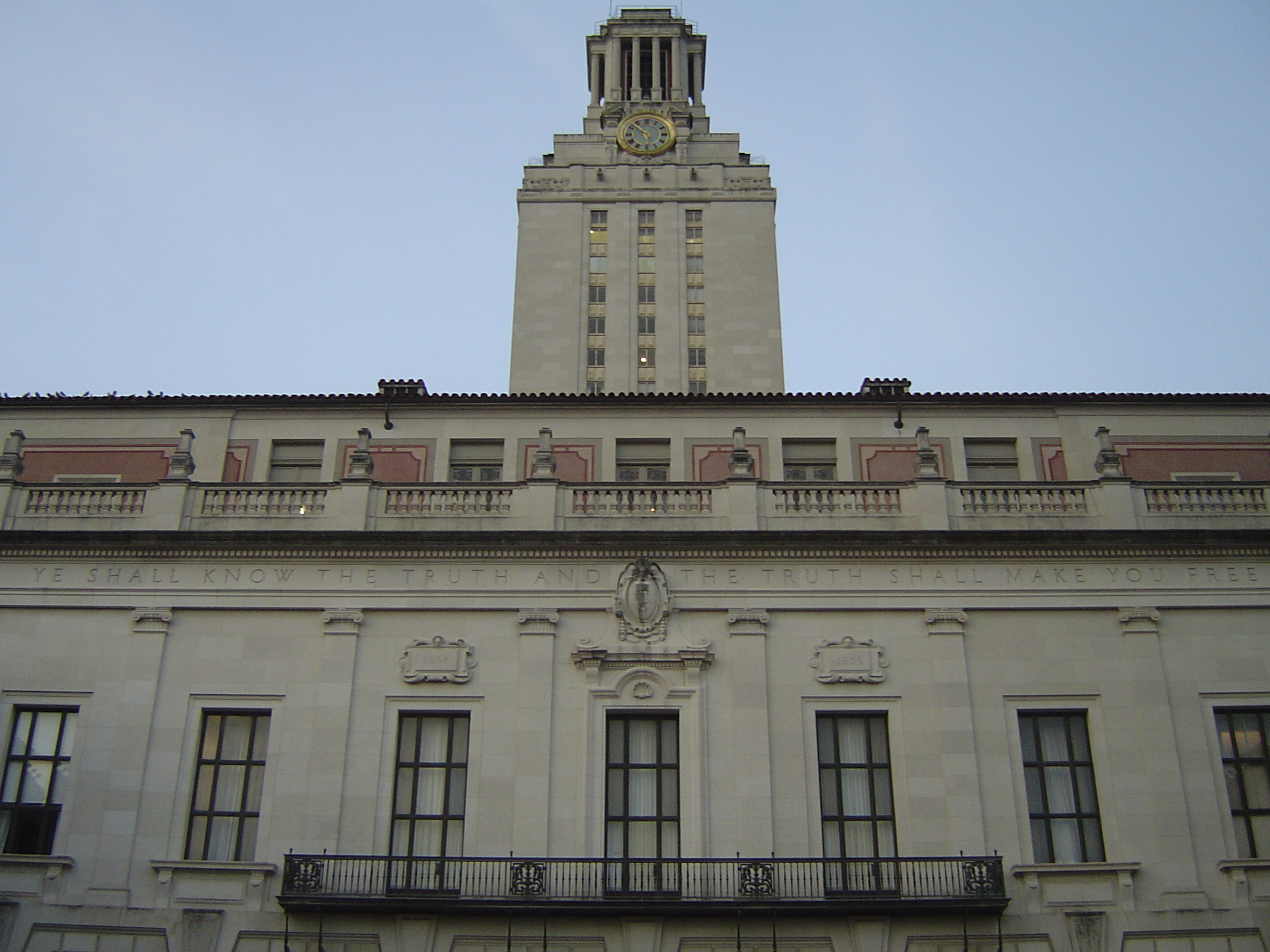
Bâtiment principal de l'Université du Texas à Austin

- 1907-1910 - Pan American Union Headquarters, actuellement Organisation des États américains, Washington DC (avec Albert Kelsey)
- 1913 - Indianapolis Central Public Library, Indianapolis, IN (avec Zantzinger, Borie and Medary)
- 1917 - Benjamin Franklin Parkway, Philadelphie, Pennsylvanie
- 1921 - Detroit Institute of Arts, Détroit, MI (avec Zantzinger, Borie and Medary)
- 1922-1924 - Église évangélique de Château-Thierry (Aisne) avec Achille-Henri Chauquet[6]
- 1923 - Fondation Barnes, Merion, Pennsylvanie
- 1926 - Rodin Museum, Philadelphie, PA (avec Jacques Gréber)
- 1926 - Pont Benjamin-Franklin, Philadelphie, PA - Camden, NJ
- 1927 - Mémorial de Pennsylvanie à Varennes-en-Argonne (Meuse) et Mémorial américain de la Cote 204 à Château-Thierry
- 1927 - Musée du Detroit Institute of Arts
- 1929 - Clark Memorial Bridge, Louisville, KY
- 1929 - Integrity Trust Company Building, Philadelphie, PA
- 1930 - Plan d'aménagement de l'Université du Texas à Austin
- 1931-1934 - bâtiment principal de l'Université du Texas à Austin
- 1932 - Folger Shakespeare Library, Washington DC
- 1933 - Pavillon des sciences de l'exposition internationale de Chicago
- 1935 - Duke Ellington Bridge, Washington DC
- 1935-1937 - Eccles Building, siège de la Réserve fédérale des États-Unis, Washington DC